# Mimoclystia
Mimoclystia är ett släkte av fjärilar. Mimoclystia ingår i familjen mätare.

## Dottertaxa tillMimoclystia, i alfabetisk ordning[1]
- Mimoclystia achatina
- Mimoclystia acme
- Mimoclystia andringitra
- Mimoclystia annulifera
- Mimoclystia bambusarum
- Mimoclystia bergeri
- Mimoclystia cancellata
- Mimoclystia cecchii
- Mimoclystia coarctata
- Mimoclystia corticearia
- Mimoclystia deplanata
- Mimoclystia dimorpha
- Mimoclystia edelsteni
- Mimoclystia euboliata
- Mimoclystia eucesta
- Mimoclystia euthygramma
- Mimoclystia explanata
- Mimoclystia griveaudi
- Mimoclystia lichenarum
- Mimoclystia limonias
- Mimoclystia mermera
- Mimoclystia mimetica
- Mimoclystia multilinearia
- Mimoclystia pallidata
- Mimoclystia pudicata
- Mimoclystia quaggaria
- Mimoclystia semiflava
- Mimoclystia sylvicultrix
- Mimoclystia tepescens
- Mimoclystia thermochroa
- Mimoclystia thorenaria
- Mimoclystia toxeres
- Mimoclystia undulosata